# 2-й Донской проезд
Второ́й Донско́й прое́зд (ранее — Второ́й прое́зд Донско́го Монастыря́, Второ́й Донско́й переу́лок) — проезд в Южном административном округе города Москвы на территории Донского района.

## История
Первоначально проезд назывался Второ́й прое́зд Донско́го Монастыря́ и Второ́й Донско́й переу́лок по близости к Донскому монастырю и прилегавшей к нему Донской монастырской слободе. Позднее (до 1917 года) получил современное название также по близости к Донскому монастырю и Донской монастырской слободе.

## Расположение
Второй Донской проезд проходит от улицы Стасовой на юг до улицы Орджоникидзе. Нумерация домов начинается от улицы Стасовой.

## Примечательные здания и сооружения
По нечётной стороне:
- д. 7, 7/1 — дом-коммуна, общежитие Московского государственного юридического университета;
- д. 9/8 — дом-коммуна, общежитие Национального исследовательского технологического университета «МИСиС».

По чётной стороне:
- д. 4 — Московское производственное объединение «Металлист» (1916—1919; памятник культурного наследия[источник не указан 4098 дней]);
- д. 10 — завод «Станконормаль».

## Транспорт

### Наземный транспорт
По Второму Донскому проезду не проходят маршруты наземного общественного транспорта. У южного конца проезда, на улице Орджоникидзе, расположена остановка «Улица Орджоникидзе» трамваев 14, 39.

### Метро
- Станция метро «Ленинский проспект» Калужско-Рижской линии — юго-западнее проезда, на пересечении Третьего транспортного кольца с улицей Вавилова и Ленинским проспектом.
- Станция метро «Шаболовская» Калужско-Рижской линии — северо-восточнее проезда, на улице Шаболовке.